# دائرة النقاط التسع

دائرة النقاط التسعة

دائرة النقاط التسعة

في الهندسة الرياضية، يطلق اسم دائرة النقاط التسعة على الدائرة التي تنشأ من أجل مثلث ما وتمر من تسع نقاط مميزة، يقع ست منها على المثلث ذاته (ما لم يكن المثلث منفرجا) وهذه النقاط هي (ثلاث نقاط من كل نوع):
- نقطة منتصف كل ضلع من أضلاع المثلث
- نقطة التقاء الارتفاع بالضلع المقام عليه
- نقطة منتصف القطعة المستقيمة الواقعة على الارتفاع الواصلة بين رأس المثلث ونقطة التقاء ارتفاعات المثلث.[1][2]

تعرف هذه الدائرة أيضا باسم دائرة فويرباخ نسبة إلى العالم كارل فيلهم فون فويرباخ، وباسم دائرة أويلر نسبة إلى عالم الرياضيات السويسري ليونهارت أويلر، وباسم دائرة تركيم نسبة إلى العالم أولرى تيركويم.